# Перрис (Калифорния)
Перрис (англ. Perris) — город в округе Риверсайд, штат Калифорния, США. Население по данным переписи 2010 года — 68 386 человек.

## География
По данным Американского бюро переписи населения, общая площадь города составляет 81,59 км², в том числе 81,31 км² — суша и 0,28 км² — водные пространства (0,35 %). Расположен в 28 км к югу от административного центра округа, города Риверсайд.

## История
Город был инкорпорирован 26 мая 1911 года.

## Население
Согласно данным переписи населения 2010 года, в городе насчитывалось 68 386 жителей. Плотность населения, таким образом, составляла 838 человек на км². Расовый состав населения города был таков: 42,3 % — белые; 12,1 % — афроамериканцы; 0,9 % — индейцы; 3,6 % — азиаты; 0,4 % — представители населения островов Тихого океана; 35,6 % — представители иных рас и 5,1 % — представители двух и более рас. 71,8 % населения определяли своё происхождение как испанское (латиноамериканское).
Из 16 365 домохозяйств на дату переписи 66,2 % имели детей; 59,7 % были женатыми парами. 8,8 % домашних хозяйств было образовано одинокими людьми, при этом в 2,3 % домохозяйств проживал одинокий человек старше 65 лет. Среднее количество людей в домашнем хозяйстве составляло 4,16; средний размер семьи — 4,32 человек.
Возрастной состав населения: 37,0 % — младше 18 лет; 11,6 % — от 18 до 24 лет; 29,4 % — от 25 до 44 лет; 17,1 % — от 45 до 64 лет и 4,9 % — 65 лет и старше. Средний возраст — 26 лет. На каждые 100 женщин приходится 98,3 мужчин. На каждые 100 женщин старше 18 лет — 93,9 мужчин.
Средний доход на домохозяйство составляет $46 435, при этом 28,2 % населения проживает за чертой бедности.
Динамика численности населения города по годам:
| 1950 | 1960 | 1970 | 1980 | 1990   | 2000   | 2010   |
| ---- | ---- | ---- | ---- | ------ | ------ | ------ |
| 1807 | 2950 | 4228 | 6827 | 21 460 | 36 189 | 68 386 |